# Fagner (álbum)
Fagner é o vigésimo segundo álbum de estúdio gravado pelo cantor, compositor e instrumentista cearense Raimundo Fagner. O álbum foi lançado em 2001.

## Faixas
1. "Muito Amor"
2. "Certeza"
3. "O Vinho"
4. "Puedo"
5. "Jardim dos Animais"
6. "A Tua Boca"   (part. Zeca Baleiro)
7. "Tempestade"
8. "Inteiro" (Olhar Matreiro)
9. "Sem Teto"
10. "Feliz"
11. "Cor Invisível"
12. "Eu e Tu"
13. "Outra Era"

## Música em novela
- "Muito Amor" foi tema de Esperança (2002 - 2003)